# Antocha melina
Antocha melina är en tvåvingeart som beskrevs av Alexander 1957. Antocha melina ingår i släktet Antocha och familjen småharkrankar. Inga underarter finns listade i Catalogue of Life.